# 诺福克四人
诺福克四人（英語：Norfolk Four，或译诺福克四水兵）是指四名美国海军退伍军人，他们分别是小约瑟夫·J·迪克（Joseph J. Dick Jr），德里克·泰斯（Derek Tice），丹尼尔·威廉姆斯（Danial Williams），埃里克·c·威尔逊（Eric C. Wilson），他们因为被指控1997年在弗吉尼亚州諾福克强奸谋杀米歇尔·摩尔-博斯科（Michelle Moore-Bosko）而知名，1999年和2000年四人被错判有罪。他们都宣称自己是虚假认罪，对四人的定罪被认为是有争议的。第五人奥马尔·巴拉德（Omar Ballard），于2000年认罪，并坚称自己为单独犯罪，因为1997年他对另外2名妇女的暴力袭击，他于1998年入狱，他也是唯一一名DNA与犯罪现场收集的DNA相匹配的嫌疑人，并且其供述与其他法医证据相一致。
在认罪近10年后，四人撤回了自己的供词，并开始上诉，他们获得了一场赦免运动的支持，并于2009年获得弗吉尼亚州州长的有条件赦免。之后又发现了新的无罪证据，诺福克四人于2017年被宣布无罪释放，并获得了弗吉尼亚州州长泰瑞·麦考夫的绝对赦免。2018年12月，他们分别从諾福克市和弗吉尼亚州获得了490万美元和350万美元的和解金，以补偿他们被错误定罪。
包括这四人在内，诺福克警方共起诉了八名嫌疑人，他们被指控为集团犯罪。由于缺乏证据，八人中，有三人被释放，对他们的指控被驳回，另外一人奥马尔·巴拉德（Omar Ballard）与被害人有独立的联系，他于1999年3月成为最后一个因该案被捕的人，他的DNA与犯罪现场所发现的相符，并且是唯一匹配的人。他于1993年3月和4月供认，自己强奸杀人的罪行，但检察方继续坚持集团犯罪论。2000年，巴拉德认罪并被判处100年监禁，其中59年被法庭宣布为缓刑，法医证据与他供述的单独犯罪说法一致，即没有其他参与者。
诺福克四人都曾经向警方认罪，但后来又撤回了供词，并称自己受到了威胁和胁迫，他们的供词是虚假的。威廉姆斯和迪克在审判前受到死刑的威胁，承认了强奸和谋杀的罪名。迪克在1999年和2000年作为证人，指控其他两名被告。他们每个人的DNA都与现场收集到的不匹配，由于几乎没有对他们不利的物证，陪审团根据他们的供词判定威尔逊和泰斯有罪。通过认罪协议和法庭审判，泰斯、威廉姆斯和迪克被判强奸罪、谋杀罪，并被判处一项或多项不得假释的终身监禁，威尔逊谋杀罪不成立，被判强奸罪入狱8年半。

## 媒体相关
- 此案在2001年电视剧《法医档案》（Forensic Files）中出现，标题为“八人出局”（Eight Men Out）。
- Off Center Media制作了一个视频，名为“诺福克四人：一个误判”（The Norfolk 4: A Miscarriage of Justice，2005），用来支持对他们的赦免请求。[4]
- 汤姆·威尔斯和理查德·a·里奥合著了一本纪实书籍，《错误的人：谋杀，虚假认罪和诺福克四人》（The Wrong Guys: Murder, False Confessions and the Norfolk Four，2009）。
- 2009年，作家约翰·格里森姆撰写此案的剧本时，在阅读了威尔斯和里奥未发表的手稿后，他开始感兴趣。他是无罪计划的董事会成员，并呼吁弗吉尼亚州州长赦免四人。 [5][6]